# Anguis incomptus
Espèce
Synonymes
- Ophisaurus incomptus McConkey, 1955

Statut de conservation UICN

 DD  : Données insuffisantes
Anguis incomptus est une espèce de sauriens de la famille des Anguidae.

## Répartition
Cette espèce est endémique du Mexique. Elle se rencontre au Tamaulipas et au San Luis Potosí.
Sa présence au Veracruz est incertaine.

## Publication originale
- McConkey, 1955 : A new lizard of the genus Ophisaurus from Mexico.  Natural History Miscellanea of the Chicago Academy of Sciences, no 145, p. 1-2.